# 麦卡·劳伦斯
麦卡·劳伦斯（Micah Lawrence，1990年7月20日—）是一名美国女子游泳运动员，擅长蛙泳，获得2012年伦敦奥运会200米蛙泳第六名。在巴塞罗那举办的2013年世界游泳锦标赛上，她获得200米蛙泳铜牌。在喀山举办的2015年世界游泳锦标赛上，她获得200米蛙泳银牌。